# Whitneyella
Whitneyella is een geslacht van uitgestorven weekdieren uit de klasse van de Gastropoda (slakken). Exemplaren van dit geslacht zijn slechts als fossiel bekend.

## Soort
- Whitneyella washingtoniana (Weaver, 1912) †